# Maria-Magdalenen-Gymnasium
Das Maria-Magdalenen-Gymnasium (offizieller Name: Gymnasium zu St. Maria Magdalena) in Breslau gehörte bis zur Einstellung des Schulbetriebs 1945 zu den traditionsreichsten deutschsprachigen Gymnasien. Es wurde 1267 als Lateinschule gegründet und 1643 zum Gymnasium erhoben. Das „Magdalenäum“, dessen Namensgeberin Maria Magdalena war, wurde weit über die Grenzen Schlesiens hinaus bekannt und hatte über viele Generationen hinweg bedeutende Lehrer und Schüler.
Nach dem Übergang fast ganz Schlesiens 1945 an Polen dient sein Gebäude seit 1946 einer weiterführenden polnischen Schule.

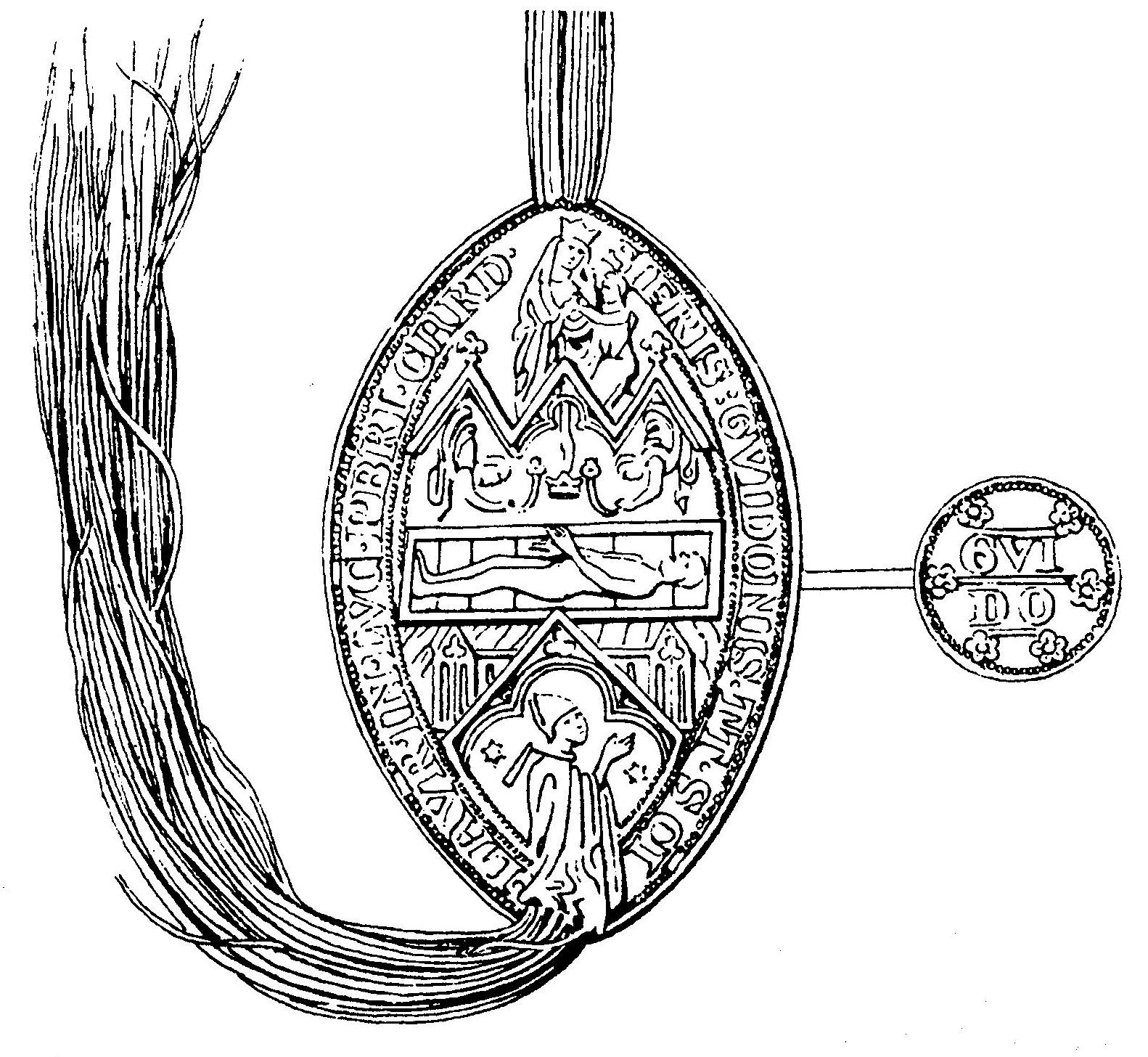
Siegel der Gründungsurkunde

## Geschichte

### Gründung als Lateinschule 1267

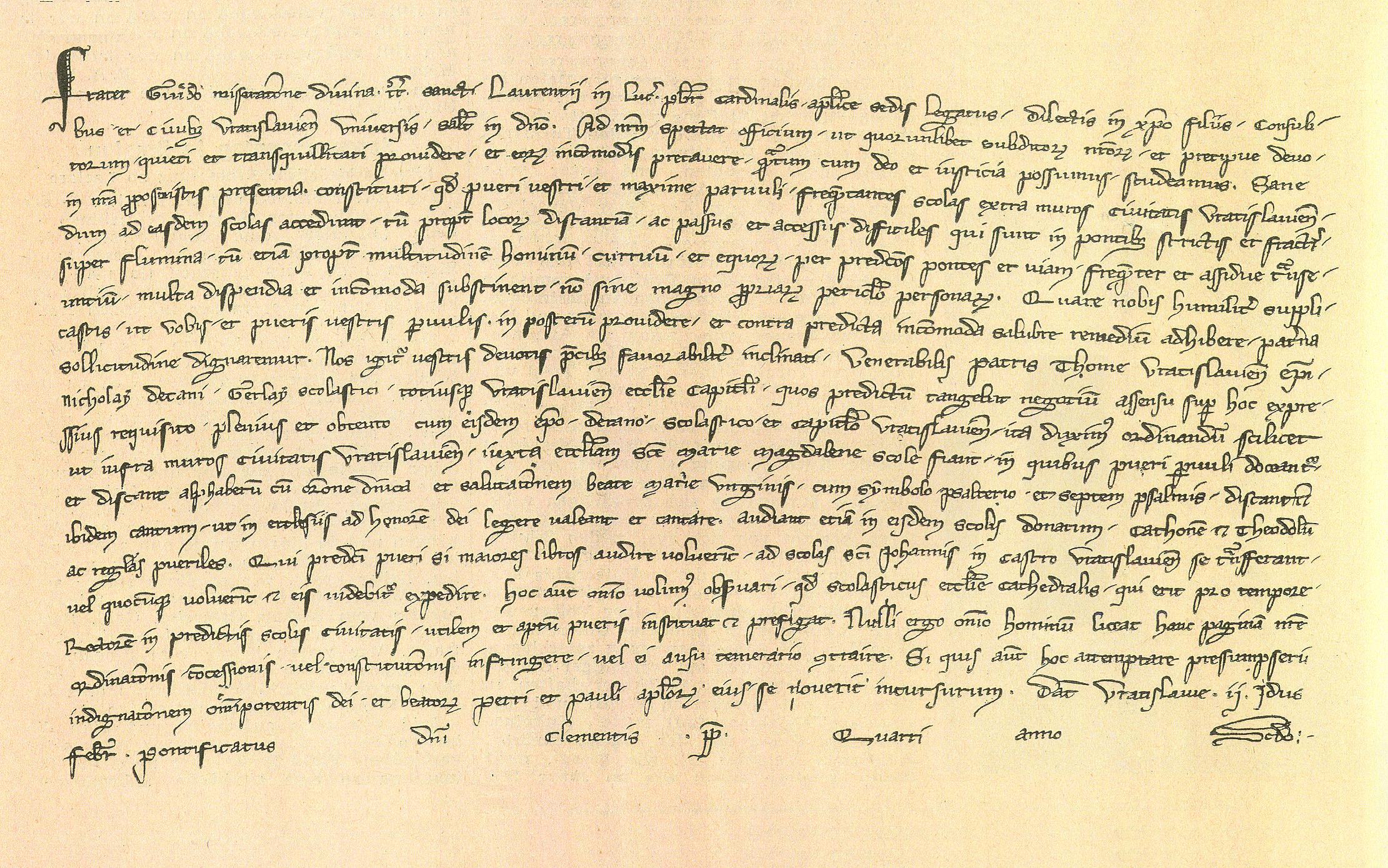
Gründungsurkunde 1267 von Kardinal Guido

Im Jahre 1242 wurde Breslau nach Magdeburger Stadtrecht neu gegründet, nachdem die Stadt zuvor durch den Mongolensturm im Jahre 1241 schwer gelitten hatte. Es dauerte 25 Jahre, bis die Breslauer Bürger eine eigene Lateinschule erhielten, die Gründungsurkunde stammt vom 12. Februar 1267. Darin wurde auf Antrag des Rats und der Bürgerschaft der Stadt Breslau die Schaffung der Schule bei der Kirche St. Maria Magdalena (um 1230 als Pfarrkirche gegründet) vom päpstlichen Kardinallegaten Guido zugesichert: „infra muros civitatis Vratislaviensis juxta ecclesiam sancte Maria Magdalene scole fiant ...“ (deutsch: Sie können innerhalb der Breslauer Stadtmauern neben der Kirche St. Maria Magdalena eine Schule errichten ...). Die Bedeutung dieser Schule nahm auch mit dem Wachstum der Stadtbevölkerung zu. Bereits 1293 wurde an der Kirche St. Elisabeth eine zweite Lateinschule gegründet.
Ab Mitte des 15. Jahrhunderts gewann an den Breslauer Schulen der Humanismus an Bedeutung. Die Lektüre klassischer Autoren trat an die Stelle scholastischen Grammatikbetriebes. Im 16. Jahrhundert kam die Reformation hinzu. Die Ratsherren Breslaus wählten eigenmächtig Johann Heß zum Pfarrer an der Magdalenenkirche. Ihm verdankt Breslau den moderaten Prozess in der Auseinandersetzung der beiden Religionsrichtungen. Hess, der regen Kontakt mit Melanchthon hatte, war auch der „Umgestalter“ des Schulwesens an der Schule zu Maria Magdalena. Neuer Schulmeister wurde Ambrosius Moibanus. Sein Einfluss auf die Gestaltung des Unterrichts zeigte sich auf allen Gebieten. Aus seiner neuen Schulordnung von 1528 wird auch ersichtlich, dass von nun an der Rat der Stadt Breslau den Rektor und die Lehrer der Schule wählte. Im Mittelpunkt des Unterrichts stand weiterhin die Lateinische Sprache. Primaner und Sekundaner durften in der Schule nur lateinisch sprechen.

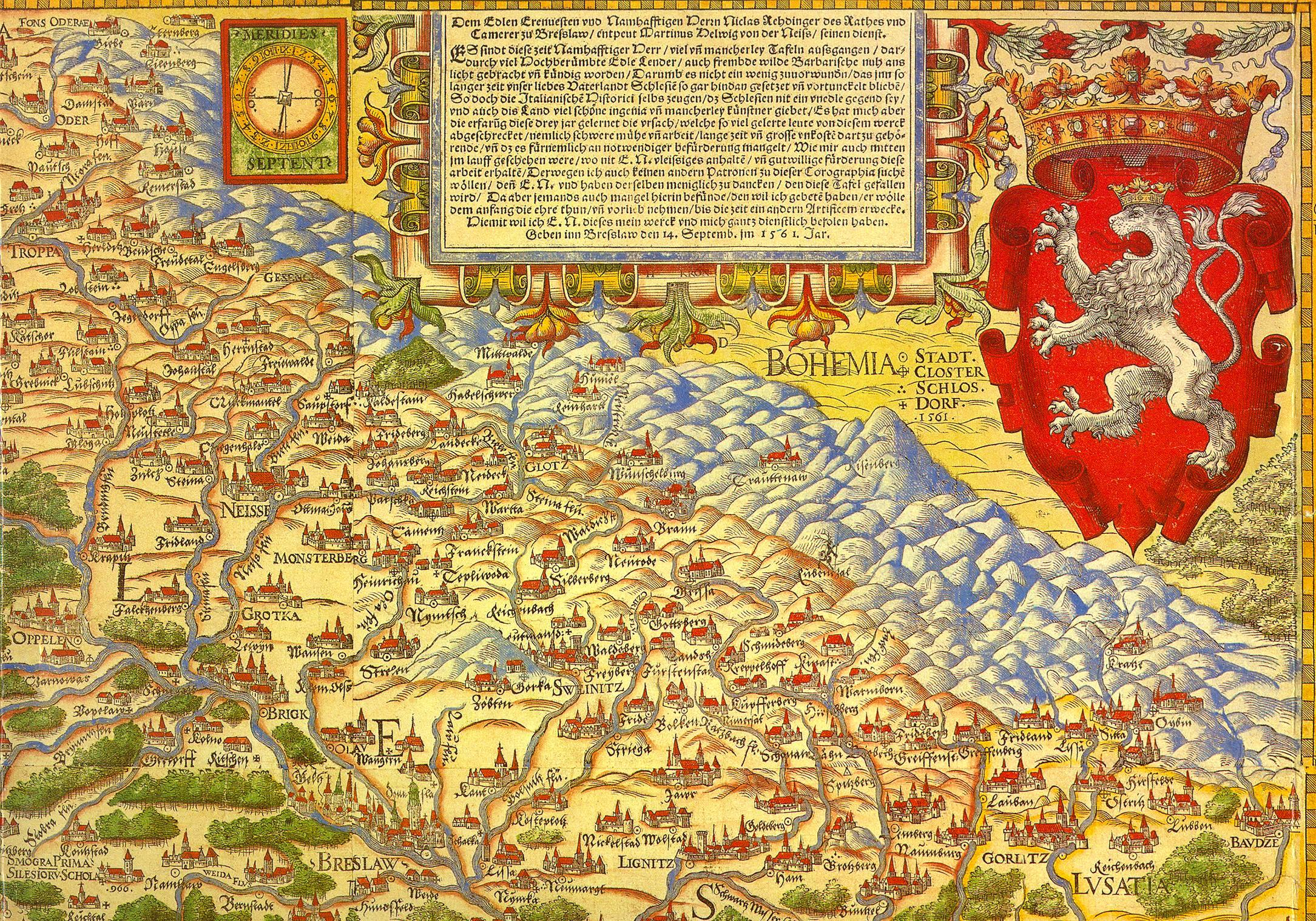
Martin Helwig: Erste Landkarte von Schlesien (1561), Ausschnitt

Nachfolger von Moibanus wurde 1552 Martin Helwig, der aus Neiße stammte. Er zeichnete sich nicht nur durch gründliche Kenntnis der Alten Sprachen und der Mathematik aus. Helwig gab 1561 auch die erste Landkarte von Schlesien heraus, die der schlesische Historiker Christian Runge noch 1738 „die Mutter aller andern Schlesischen Land-Charten“ nannte. 1570 verfasste Petrus Vincentius eine neue Schulordnung. auf Anordnung des Rates der Stadt in deutscher Sprache. Zeitgenossen bezeichneten sie als die beste des 16. Jahrhunderts.
Wegen seiner Fähigkeiten besonders gerühmt wurde Johannes von Höckelshoven, der ab 1598 Rektor der Magdalenenschule war. Und wohl seinetwegen wurde Martin Opitz 1614 von seinen Eltern nach Breslau geschickt. Unter der Leitung des Rektors Jeremias Poll (1617–1621) reichte der gute Ruf der Schule weit über Breslau hinaus. Die Zahl der Schüler wuchs auf annähernd 800. Im Jahre 1625 musste die Schule wegen der Pest für ein halbes Jahr geschlossen werden und 1633 für einen noch längeren Zeitraum. 1637 übernahm Heinrich Klose die Leitung der Schule.

### Erhebung zum Gymnasium 1643
Unter Klose wurde die Schule im April 1643 mit der Genehmigung des böhmischen Landesherrn Kaisers Ferdinand III. zum Gymnasium erhoben. Heinrich Klose blieb noch acht Jahre dessen Leiter. Die Anzahl der Schüler von 840 im Jahre 1643 nahm ständig zu. Es gab öffentliche Redeübungen über das Christentum, die Antike und auch die eigene Stadtgeschichte. In der Gesellschaft wuchs das Verlangen nach dramatischer Darstellung. Entsprechende öffentliche Aufführungen wurden daher ein wichtiger Bestandteil des Schulbetriebs. Die Helden der Dramen, die vom Magdalenen-Gymnasium aufgeführt wurden, gehörten der Weltgeschichte an. In einem gedruckten Programm wurden auch die auftretenden Schüler und ihre Namen genannt. U a. waren Johann Christian Hallmann und Daniel Caspar von Lohenstein Schüler des Magdalenen-Gymnasiums.
Im Maria-Magdalenen-Gymnasium gab es ein berühmtes barockes Schultheater, das sich stets in edlem Wettstreit mit der Bühne des Elisabethgymnasiums befand. Hier wurden die Stücke des Breslauer Barockdramatikers Johann Christian Hallmann sowie einige Lohenstein-Dramen uraufgeführt. Lohenstein und Hallmann, die sich auch als Schauspieler hervortaten, verfassten etliche ihrer Märtyrer- und Tyrannenstücke direkt für die Breslauer Schulbühne. Mit aufwendiger Bühnentechnik und zahlreichen musikalischen Einlagen versuchte Hallmann durch seine effektvollen Dramen das barocke Ideal des Gesamtkunstwerks zu verwirklichen.
Von 1686 bis 1706 leitete Christian Gryphius, Sohn des Barockdichters Andreas Gryphius, das Gymnasium. Schüler zu seiner Zeit war von 1688 bis 1699 auch der Philosoph Christian Wolff, in dessen Lebensbeschreibung es heißt: Unter meinen Praeceptoribus (Lehrern) bin ich den meisten Dank schuldig dem Herrn Pohl … und weiter: Gryphius habe ich auch etwas besonderes zu danken … und: Herr Pohl und der Inspektor Herr Kaspar Neumann machten mir Lust zur Philosophie des Cartesius und der Mathematik und Algebra immer mehr.
Christian Stieff war ein besonderer Zögling des Christian Gryphius. Er stammte aus Liegnitz, wo sein Vater Bäckermeister war. 1706 kam Christian Stieff nach dem Studium in Leipzig als Lehrer an das Magdalenengymnasium zurück und wurde dort im Jahre 1717 Rektor (bis 1734). Er betrieb urgeschichtliche Studien, begründete in Breslau eine Prähistorische und Naturwissenschaftliche Sammlung und hatte mit vielen Wissenschaftlern im In- und Ausland Kontakt. Die Berliner Akademie ernannte ihn zum auswärtigen Mitglied.

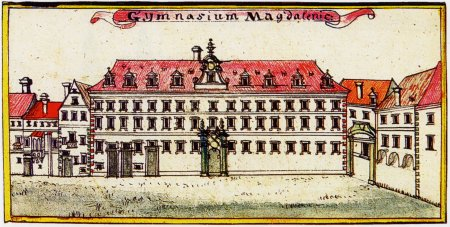
Das 1710 neu gebaute Maria-Magdalenen-Gymnasium nach Friedrich Bernhard Werner

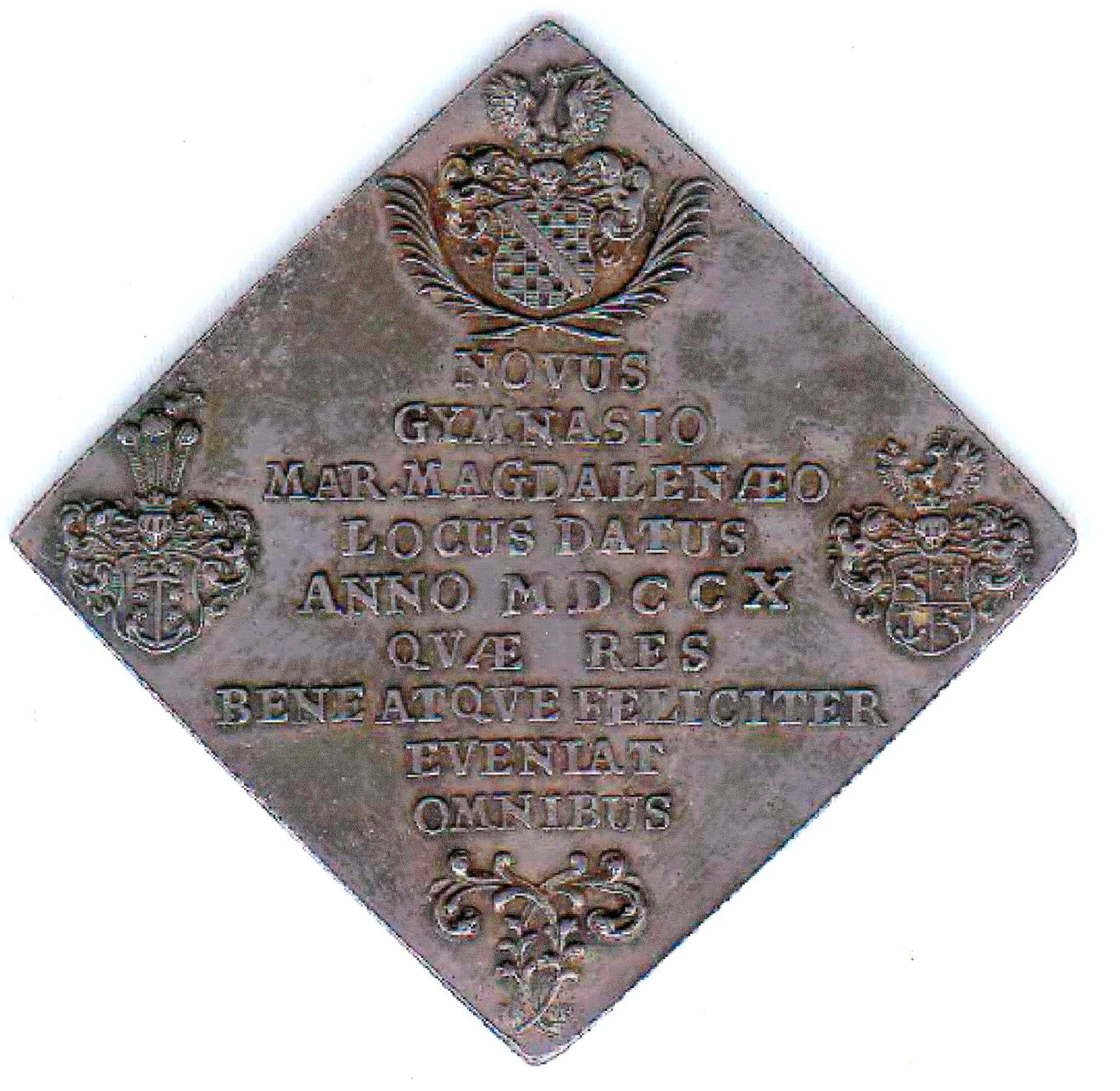
Medaille zum Neubau des MMG 1710, Vorderseite

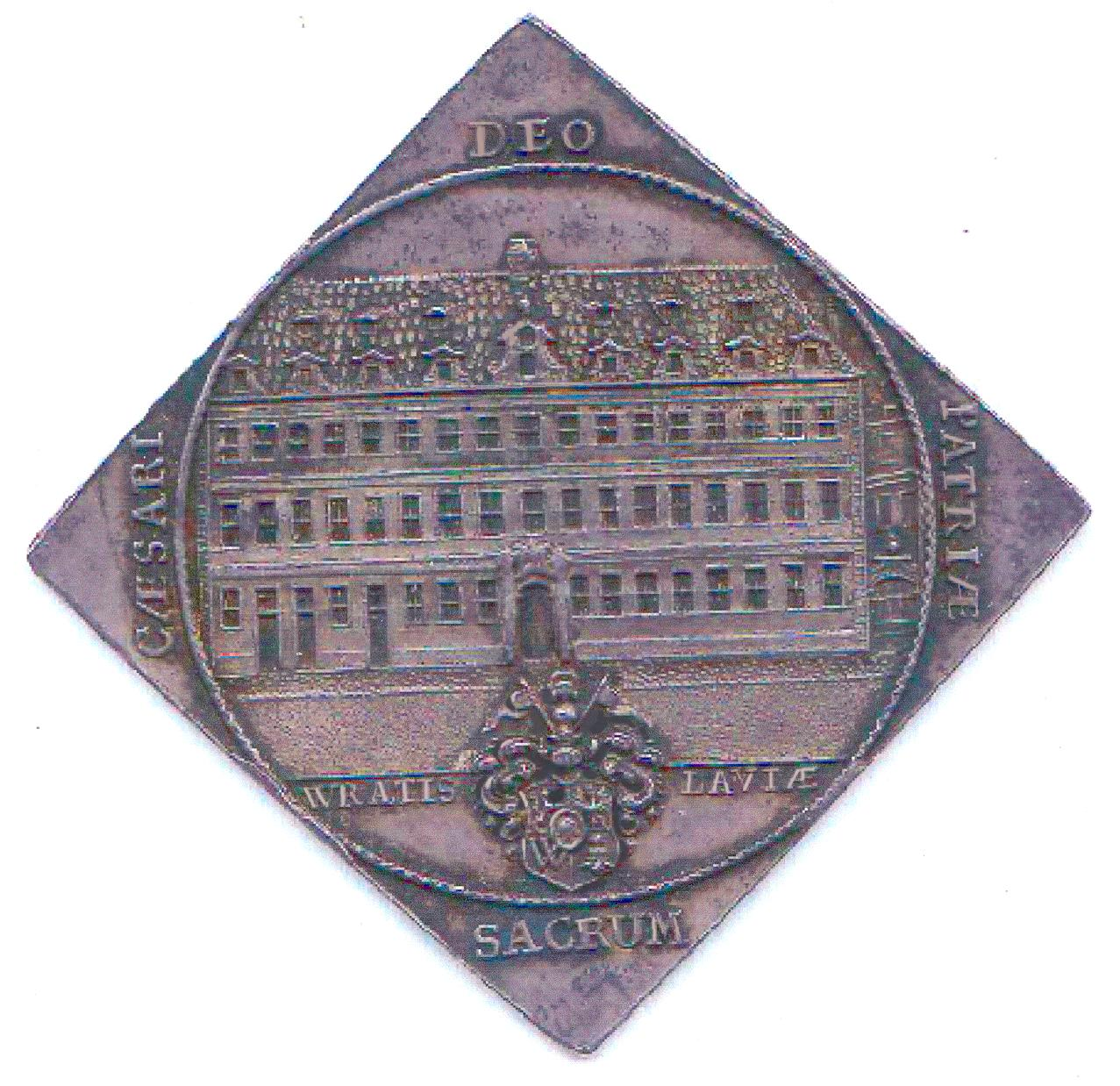
Medaille zum Neubau des MMG 1710, Rückseite

Viele Jahre lang hatten die Rektoren bei der Stadt für ein neues Schulgebäude des Gymnasiums geworben. 1710 konnte es an der Südseite der Magdalenenkirche bezogen werden. Auch nach dem 1736 erlassenen neuen Lehrplan des Rates der Stadt war der Gebrauch der deutschen Sprache in den Oberklassen nur gestattet, wenn es zur Verständigung nötig war. 1766 trug man neuen Strömungen und Anforderungen Rechnung: In einer angegliederten Realschule wurden unter anderem „außer der reinen Teutschen Sprache“ vier lebende Fremdsprachen, praktische Mathematik, Geografie und sogar Landwirtschaft und Buchhaltung angeboten. Daneben konnten auch Glasschleifen, Tanzen und Fechten erlernt werden. Zudem wurde ein Internat für auswärtige Schüler angegliedert. Ferdinand Fleck und Friedrich von Gentz besuchten in dieser Zeit die Schule. Nach einem anfänglichen Aufschwung durch die Neuerungen gab es bald Uneinigkeit unter den Lehrern wegen Zuständigkeiten aufgrund verbreiteter Disziplinlosigkeit unter den Schülern.

### Entwicklung der Schule im 19. Jahrhundert
1790 wurde Johann Kaspar Friedrich Manso (1760–1826) aus Gotha als Prorektor an das Magdalenengymnasium berufen. Er fand die Schule in einem trostlosen Zustand vor. 1793 wurde er Rektor des Gymnasiums und lenkte dessen Geschicke 33 Jahre – bis zu seinem Tod. Als anerkannter Historiker, als Literaturhistoriker, Übersetzer und kritischer Geist seiner Gegenwartsliteratur (Xenienkampf mit Goethe und Schiller) genoss Manso unter Gelehrten, besonders in Breslau, hohes Ansehen. Der Einfluss auf seine Schüler, die ihn verehrten, war bedeutsam. Erwähnt seien hier der Philologe und Sekretär Goethes Friedrich Wilhelm Riemer, der Schriftsteller Karl von Holtei, der Physiologe Gabriel Gustav Valentin, der Maler und Schriftsteller August Kopisch und der Theologe August Tholuck. Mansos Unterricht war mit Vorlesungen an der Universität zu vergleichen: Ganz besonders berühmt waren aber seine Lehrstunden auf dem Gebiet der deutschen Literaturgeschichte, Rhetorik und Ästhetik in solchem Maße, dass vielfach Studierende der seit 1806 hier neu gegründeten Hochschule sich die Erlaubnis zur Teilnahme an diesen Stunden auswirkten. Zu diesen Gaststudenten gehörten auch die Brüder Joseph und Wilhelm von Eichendorff.

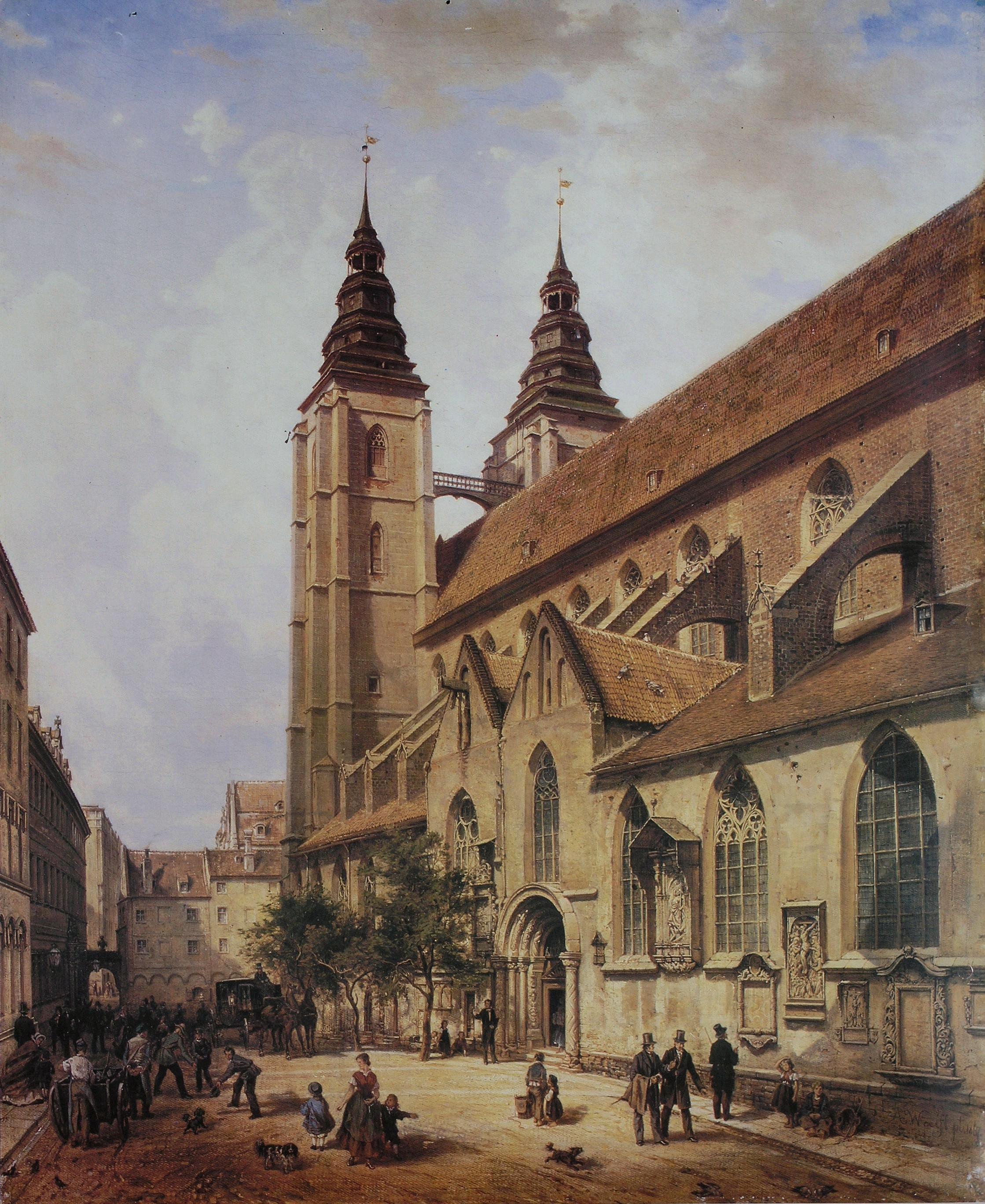
St. Maria Magdalenen
Gemälde von A. Woelfl, 1867
links das Gymnasium

Unter Mansos Nachfolgern ist besonders Karl Schönborn (1803–1869) zu erwähnen, der mit 31 Jahren 1834 die Schulleitung übernahm. In seine 35-jährige Amtszeit fiel das 200-jährige Bestehen des Gymnasiums. Schönborn errang das Vertrauen der Eltern und die Zuneigung seiner Schüler. Auch in der Öffentlichkeit genoss er großes Ansehen. Seine Erfolge und seine Beliebtheit führten zu weiter steigenden Schülerzahlen. 1866 zählte das Gymnasium 1063 Schüler, die in 21 Klassen von 33 Lehrern unterrichtet wurden. Da die schlechten Lichtverhältnisse in den Klassenräumen dies erforderten, entstand nach Entwurf des Stadtbaurats Carl Johann Christian Zimmermann neben der Maria-Magdalenen-Kirche ein neues Schulgebäude, das 1869 bezogen werden konnte.
Unter Schönborns Schülern waren der Rechtswissenschaftler Oskar von Bülow, der Bakteriologe Ferdinand Cohn, der Begründer der Immunologe Paul Ehrlich, der Mathematiker, Physiker und Astronom Wilhelm Foerster, der Mineraloge und Kristallograph Carl Hintze, der Mathematiker Ludwig Kiepert, der Admiral Curt von Prittwitz und Gaffron. Cohn, der später ein international anerkannter Bakteriologe wurde, schrieb zum Abschluss seiner Schulzeit ein Gedicht, in dem es heißt:

„Ihr, meine Lehrer, die mit edler Güte

mir aufgetan des Wissens Heiligtume

und Nahrung dargeboten dem Gemüte,

es keime euch zur Freude, euch zum Ruhme,

jedweder Same, den ihr ausgestreut

und sprieße reich und blühe auf zur Blume,

die Müh’ vergeltend, die ihr ihm geweiht.“

Wilhelm Foerster schrieb 1911 in seinen „Lebenserinnerungen und Lebenshoffnungen“: Die Seele jener Breslauer Gymnasialzeit war der Direktor Schönborn zusammen mit einigen ausgezeichneten Lehrern der Sprachen und Mathematik. Die Schüler der oberen Klassen wurden mit stetigem Ernst unterwiesen und erzogen, aber jegliche disziplinarische Not einer beiderseitigen Erniedrigung wurde aufs glücklichste vermieden.
Unter den Direktoren Otto Heine (1869–1883) und Adolf Moller (1884–1906) fielen die Gymnasialzeiten des Nationalökonomen Eberhard Gothein, des Dermatologen Albert Neisser, des Neurologen Otfrid Foerster, des Schauspielers Friedrich Kayssler, des Pharmakologen Oscar Troplowitz, des Physikers Georg Graf von Arco, des Politikers Georg Snay und des Dichters Christian Morgenstern. Gothein äußerte sich über Rektor Heine: Es ist doch nicht wenig, was er mir seinerzeit gegeben hat...
Der Vorschlag von Rektor Manso, die Anzahl der Schüler je Klasse auf höchstens dreißig zu begrenzen, war vom Ministerium abgelehnt worden. Nun waren die Klassen auch im neuen Gebäude schon wieder überfüllt. Das wurde durch die Eröffnung des Johannesgymnasiums im Jahre 1872 gemildert. Das Magdalenengymnasium gab fast 300 Schüler ab, hatte aber 1875 schon wieder über 800. Bis 1910 hielt sich die Anzahl der Schüler auf beachtlicher Höhe. Der Jahresbericht von 1912 jedoch verzeichnete nur noch 433 Schüler. An den Lehrern und der Schulleitung hat es nicht gelegen, es war die Neuorientierung des Schulwesens und der Lernenden. Im Jahre 1912 gab es in Breslau bereits zwei Realgymnasien, eine Oberrealschule und drei Realschulen, deren Ausbau zur Vollanstalt vorgesehen war. Ein Vorstoß des Direktors Maximilian Consbruch, das Magdalenengymnasium diesem Trend anzupassen, wurde aber im Februar 1914 vom Ministerium abgelehnt. Der Nachfolger, Friedrich Staats, übernahm daher 1915 kein leichtes Amt. Er war der Direktor, der die Schule während des Ersten Weltkrieges und der schwierigen Nachkriegs- und Inflationszeit leitete. 1926 wurde er pensioniert.

## Umzug und die Zeit bis Kriegsende

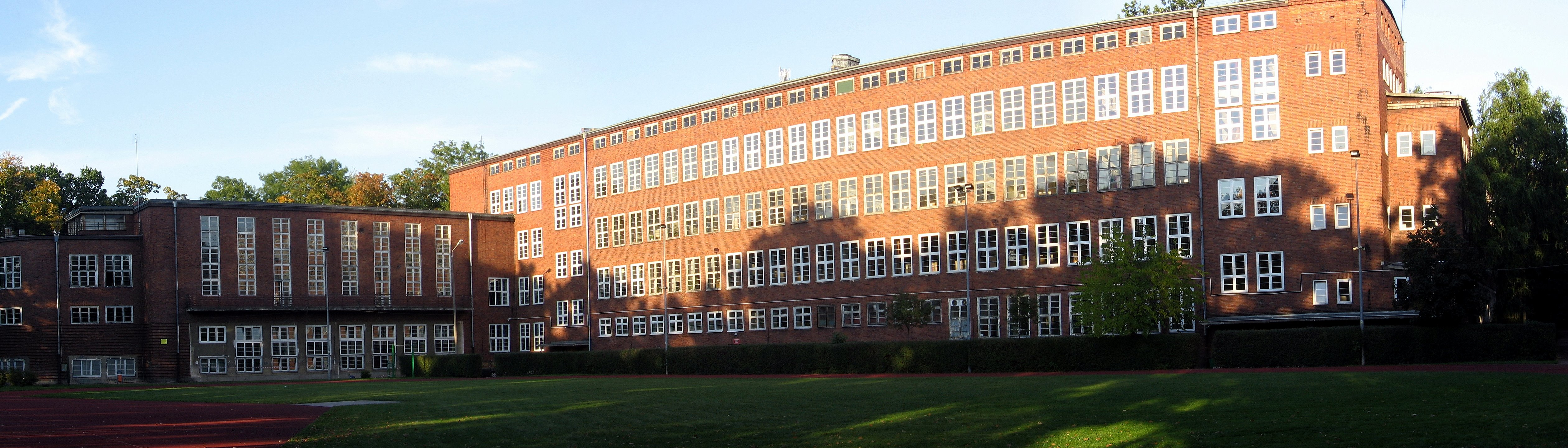
Der Neubau des Gymnasiums aus dem Jahr 1929

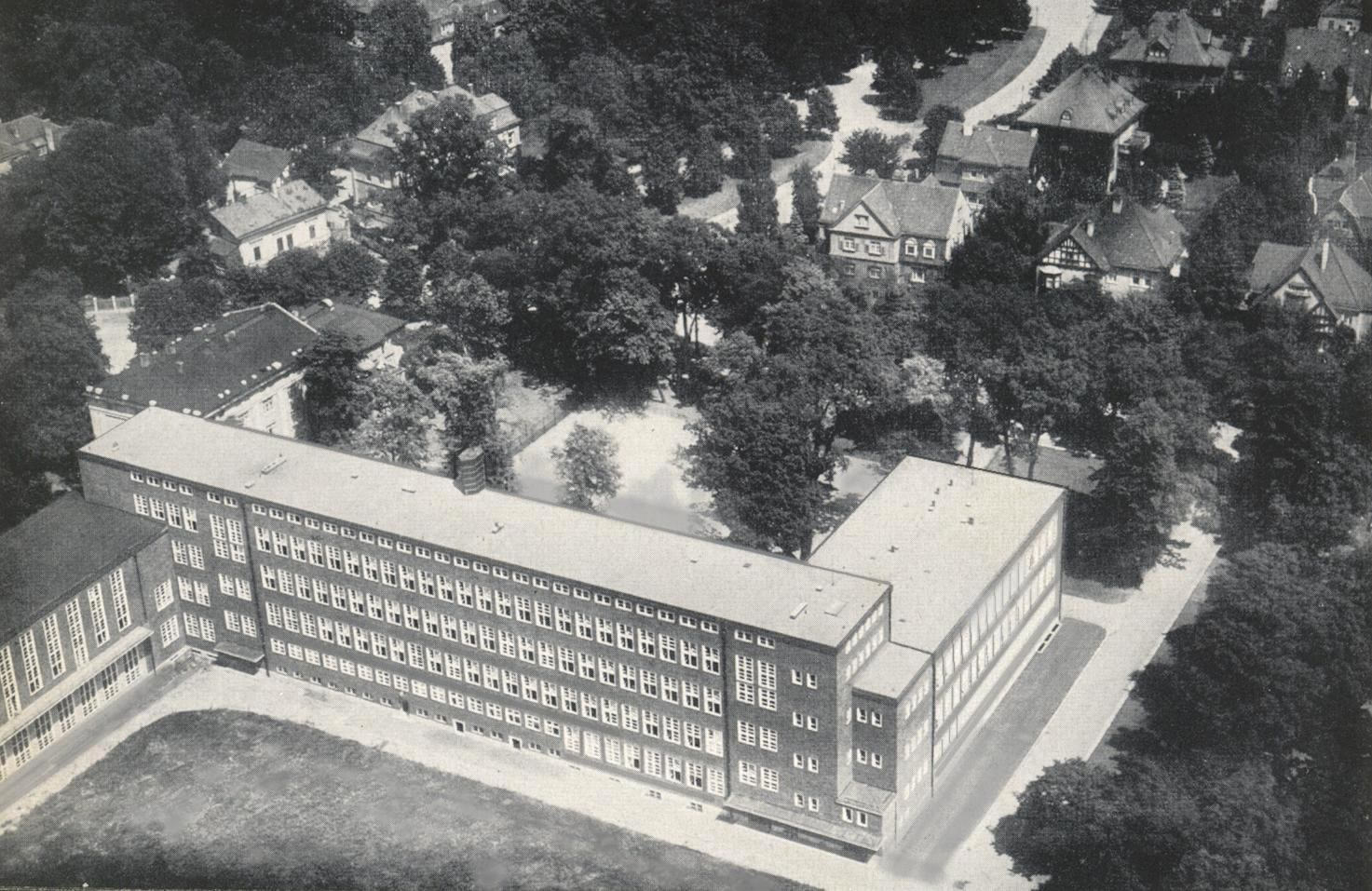
Der Neubau des Gymnasiums aus dem Jahr 1929

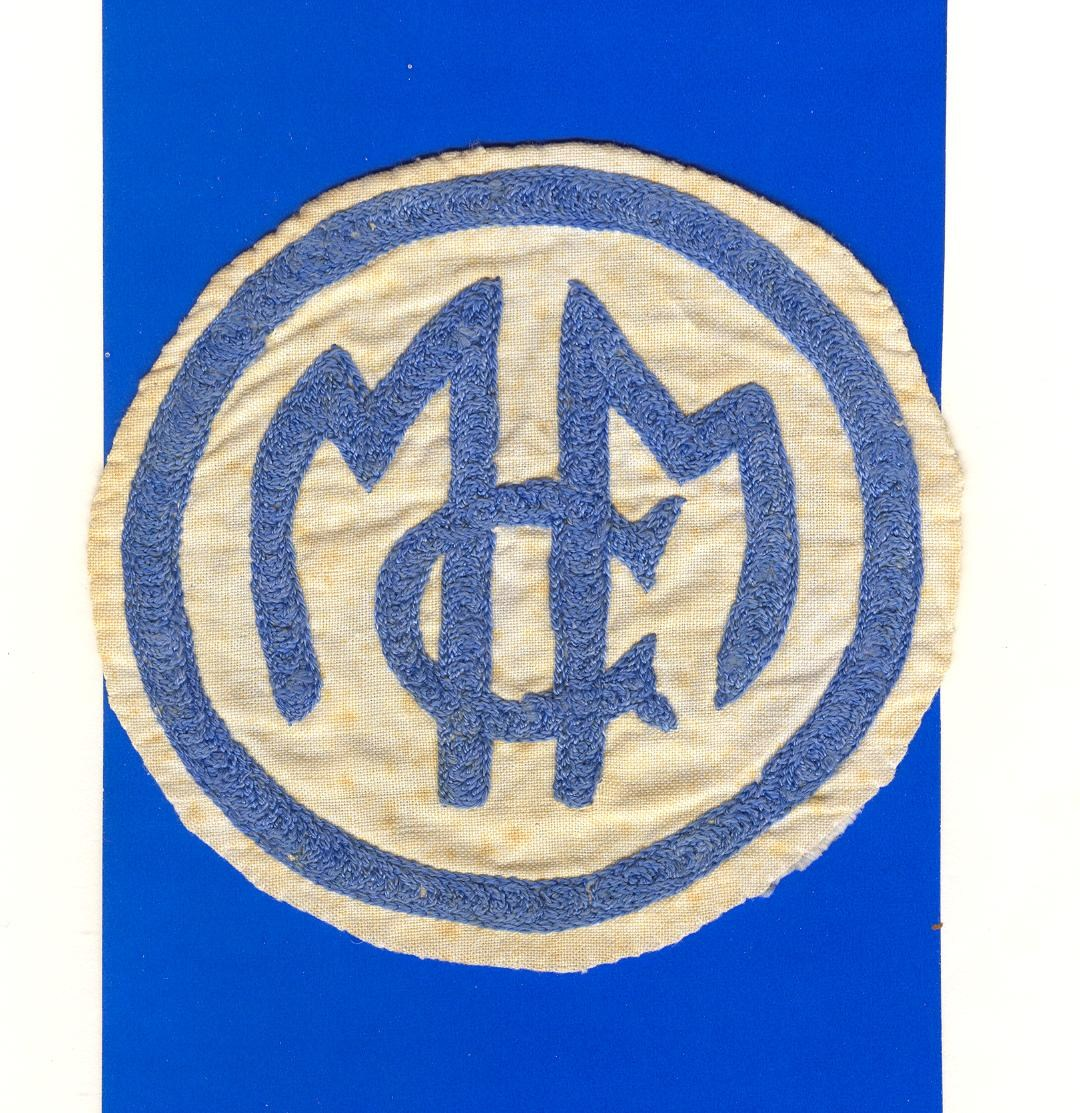
Sporttrikot-Aufnäher des MMG in den 1930er Jahren

Die Schule war noch in dem 1869 errichteten Gebäude neben der Magdalenenkirche untergebracht. Aber es gab schon seit langem Pläne für einen großzügigen Neubau in einem grünen Wohnviertel Breslaus. Dem seit 1926 amtierenden Schulleiter Konrad Linder, der bereits von 1910 bis 1924 Lehrer am St. Maria-Magdalenen-Gymnasium gewesen war, gelang es gegen erhebliche Widerstände, dass diese moderne Schule gebaut werden konnte. Schon im September 1929 fand der Umzug statt. Das neue MMG – so die gebräuchliche Abkürzung der letzten Schülergenerationen für ihre „Penne“ – war so großzügig, fortschrittlich und zweckmäßig, dass noch 75 Jahre nach der Eröffnung des Gebäudes lobende Worte darüber – jetzt von Polen – zu hören waren.
Der Sprachwissenschaftler Peter Gaeffke, der Mediziner und Hochschullehrer Hans-Georg Boenninghaus, der katholische Theologe Peter Lengsfeld und der Bühnenbildner Christof Heyduck haben als Schüler vor 1945 noch davon profitiert.
Während Linders Schulleitung entstand 1928 im Riesengebirge (in Hartenberg) ein neues Landheim, in dem jede Klasse etwa zwei Wochen im Jahr zubrachte. Der ehemalige Studienrat Karl Kolde berichtete: „So herrschte 1932 am MMG ein reges pädagogisches Leben, aus dem vor allem die bildungswilligen Schüler manchen Gewinn zogen. In den politischen Anschauungen bot das Kollegium“ (gemeint sind die fest angestellten Lehrer) „ein einigermaßen einheitliches Bild. Extreme politische Überzeugungen waren nicht vertreten.“
Kolde zufolge wurden bis ins Jahr 1945 humanistische und christliche Werte besser erhalten als an anderen Schulen: „[…] hat das Magdalenen-Gymnasium in der Zeit, in der in Deutschland der Nationalsozialismus herrschte, seinen ursprünglichen Auftrag als evangelisches und dem humanistischen Bildungsideal eines Wilhelm von Humboldt verpflichtetes Gymnasium offensichtlich besser und wirkungsvoller dienen können als manche anderen Höheren Schulen in Deutschland.“
Der Historiker Fritz Stern besuchte die Schule von der Sexta im Jahre 1936 bis zu seiner Emigration 1938. Stern, der evangelisch getaufter Jude war, berichtet in seinen Erinnerungen von einigen übermäßig „angepassten“ Lehrern und solchen „von untadeliger Korrektheit“; antisemitische Äußerungen eines Mathematiklehrers sind ihm in unangenehmer Erinnerung geblieben. Gelegentlich wurde Stern Zielscheibe verbaler und auch körperlicher Angriffe von Mitschülern, von denen sich viele „sichtlich erfreut“ zeigten, als er 1938 als letzter Jude die Schule verließ. Schulleiter Linder versicherte ihm beim Abschied: „Ich hoffe, Sie wissen, dass ich immer versucht habe, Ihr Leben hier so gut zu gestalten wie möglich“. Sterns Antwort: „Nein, das habe ich nicht gemerkt.“ 
Der ehemalige Schüler und spätere Prior des Klosters Metten, Adalbert Seipolt, berichtet, dass im Vergleich zu den damals geltenden Bestimmungen der Einfluss der Hitlerjugend gering blieb. Unter Konrad Linder, der selbst Mitglied der NSDAP war, wurden bis 1944 der evangelische wie auch der katholische Religionsunterricht immer noch in den jeweiligen Klassenräumen – also nicht extern – erteilt. Dies war eine bemerkenswerte Ausnahme in Breslau.
Michael Graf von Matuschka meldete seine beiden Söhne, die vorher auf dem ehedem katholischen Matthias-Gymnasium waren, noch 1944 auf dem Maria-Magdalenen-Gymnasium an. Im selben Jahr wurde er als Gegner des NS-Regimes hingerichtet. Einer der Söhne, Mario Graf von Matuschka, erinnert sich, „daß Linder, der von uns alles wußte, sehr gütig mit uns war; und so war meine Mutter beruhigt, uns dort zu wissen.“
Die Stadt Breslau war am Ende des Zweiten Weltkrieges zur Festung Breslau erklärt worden. Am 22. Januar 1945 musste die „nicht wehrtaugliche Bevölkerung“ die Stadt verlassen, der Schulbetrieb wurde eingestellt. Die meisten noch im Schuldienst tätigen Lehrer und die Schüler ab dem 16. Lebensjahr mussten sich beim Volkssturm melden. In den Schulräumen des Maria-Magdalenen-Gymnasiums wurden eine Sanitätsstelle und ein Lazarett der Luftschutzpolizei eingerichtet.
Im Jahre 1957 übernahm das Heinrich-von-Gagern-Gymnasium in Frankfurt am Main die Patenschaft über das Breslauer Magdalenen-Gymnasium. Und 1967 veranstaltete die Frankfurter Patenschule für die ehemaligen Schüler und Lehrer des Magdalenäums eine Feier aus Anlass der Gründung des Gymnasiums zu St. Maria Magdalena zu Breslau vor 700 Jahren, zu der eine Gedenkschrift erschien.
Das Magdalenäum hat das geistige Leben Breslaus und Schlesiens mit bestimmt. Viele Rektoren und Lehrer waren als Gelehrte anerkannt und haben als solche nachhaltig gewirkt. Zahlreiche prominente Persönlichkeiten sind aus der Schule hervorgegangen: Wissenschaftler aller Fakultäten, Pädagogen, Unternehmer und Personen des öffentlichen Lebens. Nur wenige Schulen konnten auf eine so lange und denkwürdige geschichtliche Vergangenheit zurückblicken wie das Gymnasium St. Maria Magdalena zu Breslau. Von wenigen Ausnahmen abgesehen, blieb es über 650 Jahre seinen christlichen und humanistischen Wurzeln treu.
Der Bau des Maria-Magdalenen-Gymnasiums ist von den Zerstörungen der Schlacht um Breslau im Frühjahr 1945 weitgehend verschont geblieben. Nach der Inbesitznahme der Stadt durch die Volksrepublik Polen 1945, der anschließenden Vertreibung ihrer Einwohner und der Neubesiedlung durch Polen befindet sich im Gebäude das II. Liceum Ogólnokształcące im. Piastów Śląskich, benannt nach den Schlesischen Piasten. Auf dem Schulgelände erinnert ein Gedenkstein an die Absolventin Wanda Rutkiewicz, eine bekannte Bergsteigerin und Elektroingenieurin.
Das ehemalige Schulgebäude von 1869 ist 1945 zerstört und abgeräumt worden. Seit 1998 erhebt sich auf dem Grundstück das Handelshaus Howell.

## Bekannte Schüler und Lehrer
Siehe Hauptartikel: Liste bedeutender Schüler und Lehrer des Magdalenäum Breslau